# Саидов, Гарун Саидович
Гарун Саидович Саидов (8 мая 1894 — 13 августа 1919) — революционер, участник Гражданской войны, лакский писатель, публицист.

## Биография
Гарун Саидов родился в 1894 году в ауле Вачи (ныне Кулинский район Дагестана) в семье письмоводителя окружного суда Саида Саидова. Окончил реальное училище в Темир-Хан-Шуре. С 1912 по 1915 год учился в юнкерской школе. В 1915 году поступил в Московский коммерческий институт. В 1917 году вернулся в Дагестан, где вместе с У. Буйнакским основал Дагестанское просветительно-агитационное бюро. Был редактором в газете «Илчи», а с 1918 года газеты «Революционный горец». 

В ходе Гражданской войны выступал на стороне «красных». Один из организаторов майского восстания в Дагестане против сил контрреволюции. Возглавлял партизанский отряд. В июле возглавляемый им отряд был разбит, а Гарун Саидов арестован и помещен в тюрьму в Кумухе.

13 августа 1919 года был расстрелян в Цудахарском ущелье деникинцами.

## Произведения
Перу Саидова принадлежит первая в дагестанской литературе драма «Лудильщики» (1914—1916) о тяжёлой жизни подмастерьев. Также Саидов является автором текстов ряда песен, таких как «Если ветер подует», «Партизанская песня», «Мне снилось вечернее небо».

## Память
- Г.Саидову установлены памятники в селах Цудахар, Вачи и Кумух.
- Его именем названы улицы в Махачкале, Дербенте; поселке Шамхал; селах Карабудахкент, Султан-Янги-Юрт, Новолакское и др.
- СПК (бывший колхоз-миллионер) имени Гаруна Саидова в селе Кули Кулинского района.
- Ему посвящены повесть «Большевики гор» И. Курбаналиева и пьеса «Звезда в камне» Б. Рамазанова.